# Saint-Santin-de-Maurs
Saint-Santin-de-Maurs település Franciaországban, Cantal megyében. Lakosainak száma 365 fő (2022. január 1.). Saint-Santin-de-Maurs Saint-Santin, Montmurat, Le Trioulou, Bagnac-sur-Célé, Montredon és Saint-Constant-Fournoulès községekkel határos.

## Népesség
A település népessége az elmúlt években az alábbi módon változott:
| Lakosok száma | 382  | 407  | 397  | 337  | 380  | 365  | 356  | 359  | 361  | 365  |
|               | 1968 | 1982 | 1990 | 2006 | 2013 | 2015 | 2017 | 2019 | 2020 | 2022 |